# SMS Scharnhorst
El SMS Scharnhorst fou un creuer cuirassat de la Kaiserliche Marine (marina imperial alemanya), construït a les drassanes Blohm und Voss d'Hamburg i famós per haver estat el vaixell insígnia de la flota de creuers d'Àsia de l'almirall Maximilian von Spee i haver participat en les batalles de Coronel i les Malvines de la I Guerra Mundial, a la darrera de les quals resultà enfonsat. Fou batejat en honor del general prussià Gerhard von Scharnhorst i entrà en servei el 24 d'octubre de 1907.

## Característiques
El Scharnhorst formava classe amb el seu bessó Gneisenau, i ambdós constituïren la darrera i més perfeccionada versió dels creuers cuirassats de la Kaiserliche Marine. Respecte a unitats anteriors disposaven de més protecció i velocitat, tot i que aquesta última encara resultava una mica baixa per a les tasques a què es destinarien: l'atac a les línies marítimes enemigues, més que el servei en una esquadra de batalla.
La disposició de l'armament encara reflecteix les tendències antigues, amb l'armament principal de 210 mm repartit en quatre peces en dues torres dobles i quatre peces més als dos costats de la casamata central. Aquesta disposició és típica dels antics cuirassats policalibre, que en aquella època ja estava sent substituïda per una disposició en torres, sense peces integrades lateralment a la casamata.

## Activitat

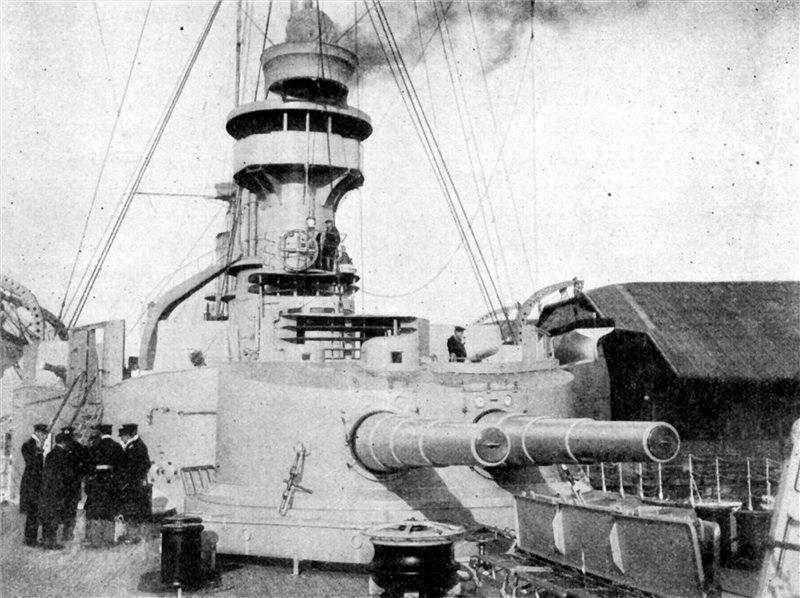
Una de les torres dobles amb els canons de 210 mm.

En un dels seus primers viatges embarrancà i hagué d'estar en reparació durant uns quants mesos. Quan esclatà la I Guerra Mundial era el vaixell insígnia de l'almirall Maximilian von Spee a l'esquadra de creuers d'Àsia oriental, formada per protegir les possessions alemanyes a l'extrem orient. Aquesta esquadra, a més del Scharnhorst, estava formada pel vaixell bessó Gneisenau, el Dresden, el Nürnberg i el Leipzig. L'esquadra es dedicà inicialment a atacar les línies comercials aliades amb considerable èxit.
El Scharnhorst, amb la resta de l'esquadra de creuers d'Àsia oriental, participà en la batalla de Coronel, l'1 de novembre de 1914, en la qual s'enfrontà directament al creuer britànic Good Hope, que enfonsà. El 8 de desembre següent participà en la batalla de les Malvines, on resultà enfonsat, amb 860 homes a bord, per l'esquadra de l'almirall Sturdee, enviada a la zona precisament amb la missió de destruir l'esquadra de Spee. El novembre de 2019, una expedició d'exploració al voltant de les illes Malvines va trobar el buc del vell cuirassat enfonsat a més de 1.610 metres de fondària.